# Hillevi Rombin
Hillevi Rombin (Upsala, Suecia, 14 de septiembre de 1933 - Burbank, Estados Unidos, 19 de junio de 1996) fue una modelo y Ganadora de  el certamen de belleza de  Miss Universo 1955 (realizado en Long Beach).
Falleció en 1996 en un accidente aéreo.

## Biografía
Atleta sueca campeona nacional en deportes como el atletismo, esquí, gimnasia y después de ganar el decatlón Miss Sweden 1955, Rombin fue a los Estados Unidos a representar a su país en Miss Universo de ese año. Con un Cuerpo perfecto inspirado en el deporte, la inteligente, habla con fluidez cinco idiomas, que impresionó a los jueces suficientes para ganar la corona.
Después de su reinado, como parte de las primas imputadas, que cumplan el contrato con Universal Pictures, el estudio de teatro con actores como Clint Eastwood y Barbara Eden, participando en pequeños papeles en algunas filmes. Durante su estancia en Universal Pictures, sabía que el heredero millonario una cadena de hoteles, G. David Schine, con quién  se casó en 1957 y tuvo seis hijos, que residen en los Estados Unidos para los próximos cuarenta años. 
Ella y su esposo y un hijo murieron en un accidente de avión en California, poco después de despegar en un pequeño avión monomotor de la ciudad de Burbank el 19 de junio de 1996. Tenía 62 años.